# Henry Chettle
Henry Chettle (1564? – 1607?) foi um dramaturgo e escritor durante a época isabelina.
Em 1591, se associou a William Hoskins e John Danter, dois editores. Publicaram muitas baladas, e algumas obras, inclusive uma edição de Romeu e Julieta, crendo-se que Chettle adicionou alguns versos e indicações cênicas.